# Andreu Palou Oliver
Andreu Palou Oliver (Palma, 3 de setembre de 1952) és un bioquímic mallorquí. Fou guardonat amb el XXIII premi DuPont de la ciència el 2013 per les seves aportacions científiques en el camp de la nutrició molecular.
Estudià biologia a la Universitat de Barcelona. És catedràtic de Bioquímica i Biologia Molecular de la Universitat de les Illes Balears des de 1987 i director del Laboratori general de Biologia Molecular, Nutrició i Biotecnologia de la UIB des de 1995. Ha estat president del comitè científic de l'Agència Espanyola de Seguretat Alimentària i Nutrició, i vicepresident del comitè científic de nutrició de l'Autoritat Europea de Seguretat Alimentària. Un dels seus descobriments és el fet de relacionar la presència de leptina a la llet materna amb la prevenció del desenvolupament d'alteracions en l'edat adulta.